# Liste des évêques de Belley
La liste des évêques de Belley recense le nom des évêques qui se sont succédé sur le siège épiscopal de Belley, puis de Belley-Ars, en 1988, dans la région du Bugey, dans le département de l'Ain, en France. 
La région du Bugey aurait été évangélisée dès le IIe siècle, mais il faut attendre le VIe siècle (vers 552) pour que se constitue un évêché à partir de la partie nord du diocèse de Vienne.

## Les sources
Samuel Guichenon, historien et généalogiste bugiste, propose dans son ouvrage Histoire de Bresse et de Bugey (1650) une liste des « Evesques et seigneurs de Belley » dans laquelle il répertorie 83 noms de Audax à Jean Godefroid Ginod.
L'archiviste paléographe Édouard Philipon reproduit en partie cette liste avec des corrections dans l'ouvrage Les origines du diocèse et comté de Belley (1900). Cette liste est actualisée, en 1978, avec la collection Histoire des diocèses de France : Le diocèse de Belley, avec les travaux des historiens Louis Trenard et Gabrielle Trenard.

## Les évêques

### Antiquité tardive et période médiévale
Les noms et les dates correspondent à l'ouvrage Histoire des diocèses de France : Le diocèse de Belley (1978), sauf mention contraire. Pour les différentes formes, elles proviennent notamment de Trésor de chronologie (1889).
- v. 412 ? : Audax[phi 1],[tre 1], la tradition indique qu'il aurait pu être un évêque de Nyon, venu se réfugier à Belley. Toujours selon la tradition, sans source, le siège de l'évêché de Nyon aurait été transféré à Belley[phi 2] ;
- ? : Tarniseus[phi 1] / Tarniscus[tre 1] ;
- v. 475 : Migetius ;
- 555 — 567 : Vincentius[phi 1] / Vincent[tre 1], premier évêque de Belley. Signature aux Conciles de Paris (v. 553) et Lyon (v. 573)[phi 3], participe au concile de Paris (553) ;
- ? : Evrould[phi 1],[tre 1] / Ebrold / Eurold/ Evroldus /  ;
- ? : Claudius[phi 1] / Claude Ier[tre 1] ;
- Ypolitus / Hyppolite[phi 1] ;
- 585 — 589 : Félix, signature (se fait représenter) au Second concile de Mâcon (585)[phi 3],[phi 4] ;
- 614 : Aquilinus[phi 1] / Aquilin[tre 1], signataire au concile de Paris (614)[phi 3] ;
- 650 : Florent/Florentin[tre 1] (Florentius / Florentinus[phi 1]), participe à un Concile de Chalon, entre 639 et 653[phi 5] ;
- ? : Hypodimius ;
- ? : Pranmatius / Pracmatius[phi 1] ou Ramnatus / Pranmatius[tre 1] ;
- ? : Bertere / Berterius[tre 1] ;
- v. 722 ? : Ansemondus[phi 1],[phi 5] / Ansemonde[tre 1] ;
- v. 765 ? : saint Hippolyte, ancien abbé de Saint-Claude[phi 5] ;
- Gondoal ;
- Agisle ;
- Euloge ;
- Adorepert ;
- Ermonbert / Etmunbert[tre 1] ;
- ? : Rodoger ;
- ? : Rhitfroy ;
- v. 790 ? : Étienne Ier ;
- ? : Ringuin ;
- ? : Sigold ;
- 886-899 : Adalbaldus[phi 3] / Andabald[tre 1] ;
- v. 900 : Étienne II ;
- 915-927 : Elizachar[tre 1] / Elisachar / Elisayar, concile de Châlons (915)[phi 6] ;
- ? : Isaac ;
- v. 932 : Jérôme ;
- Hérice ;
- Didier ;
- v. 985 ? : Herdulphe ;
- v. 1000 ? : Eudes Ier ;
- v. 995 — avant 1001 : Odon (après 995 mais avant 1001), appartenant probablement à la dynastie des Humbertiens ;
- 1030 / v. 1032[3] : Aymon, probable petit-neveu du précédent[4],[5],[3].
- v. 1070 ? : Gauceran ;
- 1091 — 1116 : Ponce Ier ;
- v. 1118 : Amicon ;
- v. 1124 — 1129 : Ponce/Pons II, dit de Balmey[tre 1] ;
- v. 1134 : Berlion I ;
- v. 1136 — 1140 : Bienheureux Bernard de Portes, sous le nom Bernard Ier[tre 1] ;
- 1141 — 1160 : Guillaume Ier ;
- v. 1162 : Ponce III de Thoire.

### Les princes-évêques (XIIeauXVIIIesiècle)
Les dates correspondent à l'ouvrage Histoire des diocèses de France : Le diocèse de Belley (1978), sauf mention contraire.
L'empereur Frédéric Barberousse fait de l'évêque un prince d'Empire.
- 1163 — 1178 : Saint Anthelme de Chignin, dit également de Belley, saint patron de la ville de Belley, co-titulaire de la cathédrale Saint-Jean-Baptiste.
- 1178 — 1184 : Renaud[ch 1]
- 1188 — 1190 : Saint Arthaud[6]
- 1190 : Eudes II
- 1198 — 1207 : Bernard II
- v.1208 : Benoit de Langres
- 1211 — 1212 : Bernard de Thoire-Villars, sous le nom de Bernard III[tre 1] ;
- v. 1213 ? : Boniface de Thoire-Villars, sous le nom de Boniface Ier[tre 1] ;
- ? : Jean de Rotoire, sous le nom de Jean Ier[tre 1] ;
- ? : Pierre de (Saint-)Cassin, sous le nom de Pierre Ier[tre 1]
- v. 1232[7] : Bernard[Lequel ?] ;
- 1232 — 1240 : Bienheureux Boniface de Savoie[tre 1], fils du comte de Savoie Thomas Ier[8],[7], puis archevêque de Canterbury et primat d’Angleterre en 1241, évêque de Durham, décédé en Savoie en 1270, inhumé à l'abbaye d'Hautecombe, béatifié en 1838 ;
- 1244 : Bernard IV[tre 2] ;
- 1244 — 1248 : Pierre de Pont, sous le nom Pierre II[tre 2], ancien abbé d'Aulps
- 1250 : Thomas de Thorimbert[tre 2] ;
- 1255 — 1269 : Jean de Plaisance (de Piacenza), sous le nom Jean II[tre 2],[ch 2], abbé de Saint-Rambert-en-Bugey
- v. 1272 ? : Bernard V[tre 2] ;
- 1280 — 1282 : Berlion d'Ameysin (Amisin), sous le nom de Berlion II[tre 2],[9] ;
- 1285[10]/87 — 1298 : Pierre de La Baume, sous le nom de Pierre III[tre 2] (Famille de La Balme) ;
- ? : Jean de La Baume, frère du précédent, sous le nom de Jean III[tre 2] (Famille de La Balme) ;
- v. 1309 ? : Thomas [II] ;
- v. 1325 ? : Jacques de Saint-André ;
- v. 1345/8 janvier 1349 — 1355 : Amédée d'Ameysin, sous le nom d'Amédée Ier[tre 2],[9],[ch 3] ;
- 1356 — 1368 : Guillaume de Martel, sous le nom de Guillaume II[tre 2] ;
- 7 mai 1371 — 1373 ou 1375 : Édouard de Savoie-Achaïe ou de Savoie, fils du seigneur Philippe Ier de Piémont, puis évêque de Sion  (1375-1386) avant d'être nommé archevêque de Tarentaise (1386-1395)[ch 4],[11] ;
- 1374 — 1394 : Nicolas de Bignes ;
- v.1401 — 1413 :Rodolphe de Bonet, il signe un acte d'association avec le comte de Savoie, sanctionné quelques années après par le Pape ;
- 3 décembre 1427 — avant le 17 mai 1437 : Guillaume Didier, puis nommé évêque de évêque de Verceil[ch 5] ;
- 28 novembre 1438 — 1444 : Perceval de La Baume[tre 2] (Percivallo de Balma), ancien évêque de Mondovi (1429-1438)[ch 6] , puis abbé de Hautecombe (Famille de La Balme) ;
  - Aimeric Segaud[tre 2] (?) ;
- v. 1458 ? : Pierre de Bolomier, sous le nom Pierre IV[tre 2] ;
- v. 1461 — 1466 : Guillaume de Varax, sous le nom Guillaume IV[tre 2],[ch 7] ;
- v.1467 — 1505 : Jean de Varax, sous le nom Jean IV[tre 2],[ch 8] ;
- 1507 — 1530 : Claude d'Estavayer ;
- 1535 — 1538 : Philippe de La Chambre ;
- 1550 — 1575 : Antoine de La Chambre, sous le nom d'Antoine II ;
- 1576 — 1604 : Jean Godefroid Ginod[tre 2] ;

À la suite du traité de Lyon (1601), le Bugey passe à la France.
- 1608 — 1629 : Jean-Pierre Camus, théologien et romancier ;
- 1629 — 1663 : Jean de Passelaigue, sous le nom de Jean V[tre 2], prieur du prieuré Notre-Dame de La Charité-sur-Loire ;
- 1663 — 1677 : Jean-Albert Belin ;
- 1678 — 1705 : Pierre du Laurens ;
- 1705 — 1712 : François de Madot ;
- 1712 — 1745 : Jean du Doucet ;
- 1745 — 1751 : Jean-Antoine Tinseau ;
- 1751 — 1791 : Gabriel Cortois de Quincey, dernier évêque de Belley, à l'origine du palais épiscopal, abbé commendataire de l'abbaye de Saint-Martin d'Autun.

### Période contemporaine
- 1791-1793 : Jean-Baptiste Royer, membre de la Convention nationale

Après un bref rattachement au diocèse de Lyon (de 1801 à 1822) et de longs pourparlers avec le gouvernement de Louis XVIII, le diocèse de Belley est rétabli le 6 octobre 1822 par une bulle du pape Pie VII. À partir de 1978, l'évêque réside à Bourg-en-Bresse.
- 1823-1852 : Alexandre Devie
- 1852-1857 : Georges Chalandon
- 1857-1872 : Pierre Gérault de Langalerie
- 1872-1875 : François-Marie-Benjamin Richard
- 1875-1880 : Jean-Joseph Marchal
- 1880-1887 : Pierre Soubiranne
- 1887-1906 : Louis-Joseph Luçon
- 1906-1910 : François Labeuche
- 1910-1929 : Adolphe Manier
- 1929-1934 : Virgile Joseph Béguin
- 1935-1954 : Amédée Maisonobe
- 1955-1975 : René Fourrey
- 1975-1986 : René-Alexandre Dupanloup[ch 9] ;

### Évêque de Belley-Ars
Par décret du 4 août 1988 le nom du diocèse est modifié, le titre d'Ars est ajouté.
- 1987-2012 : Guy Bagnard[ch 10] ;
- 2012-     : Pascal Roland[ch 11] ;

### Les origines du diocèse et comté de Belley(1900)
1. 1 2 3 4 5 6 7 8 9 10 11  Philipon, 1900, p. 59.
2. ↑  p. 18.
3. 1 2 3 4  p. 66.
4. ↑  p. 60.
5. 1 2 3  p. 67.
6. ↑  Philipon, 1900, p. 72.

### Histoire des diocèses de France: Le diocèse de Belley(1978)
1. 1 2 3 4 5 6 7 8 9 10 11 12 13 14 15 16 17 18 19 20 21 22  p. 263.
2. 1 2 3 4 5 6 7 8 9 10 11 12 13 14 15 16 17  p. 264.

### Catholic-hierarchy.org
1. ↑  catholic-hierarchy.org, p. Bishop Renaud †.
2. ↑  catholic-hierarchy.org, p. Bishop Jean de Piacenza †.
3. ↑  catholic-hierarchy.org, p. Bishop Amédée d’Amesin †.
4. ↑  catholic-hierarchy.org, p. Archbishop Eduardus de Sabaudia (Savoia-Achaya) †.
5. ↑  catholic-hierarchy.org, p. Bishop Guglielmo Didier †.
6. ↑  catholic-hierarchy.org, p. Bishop Bishop Percivallo de Balma †.
7. ↑  catholic-hierarchy.org, p. Bishop Guillaume de Varax †.
8. ↑  catholic-hierarchy.org, p. Bishop Jean de Varax, O.S.B. †.
9. ↑  catholic-hierarchy.org, p. Bishop René-Alexandre Dupanloup †.
10. ↑  catholic-hierarchy.org, p. Bishop Guy Claude Bagnard.
11. ↑  catholic-hierarchy.org, p. Bishop Pascal Marie Roland.

### Autres références
1. ↑  Laurent Perrillat, « Géographie historique des diocèses de Savoie (conférence) », Les Rendez-vous de l’Académie salésienne, no 20,‎ 24 mai 2014, p. 30 (lire en ligne [PDF])
2. ↑  Samuel Guichenon, Histoire de Bresse et de Bugey. Partie 2, Lyon, 1650 (lire en ligne), p. 20-37.
3. 1 2  (en) Charles Cawley, « Aymon », sur fmg.ac/MedLands (Foundation for Medieval Genealogy) (consulté en novembre 2020).
4. ↑  Camille Renaux, Le comté humbertien de Savoie-Belley : ses origines et ses variations jusque dans les origines et ses variations jusque dans les premières années du XIIe siècle, vol. 3, L. Chaduc, 1911, 67 p., p. 48.
5. ↑  Laurent Ripart, « Le diocèse de Belley comme foyer de la principauté savoyarde » dans Le Bugey, 102 (2015), p. 51-64 (présentation en ligne sur www.academia.edu).
6. ↑  site diocèse, p. Saints dans les pays de l'Ain — Saint Arthaud.
7. 1 2  (en) Charles Cawley, « Chapter 3. Bishops of Belley », sur fmg.ac/MedLands (Foundation for Medieval Genealogy) (consulté en novembre 2020).
8. ↑  site diocèse, p. Saints dans les pays de l'Ain — Bienheureux Boniface de Savoie.
9. 1 2  Jean Létanche, « Les vieux châteaux, maisons fortes et ruines féodales du canton de Yenne en Savoie > », Mémoires et documents publiés par la Société savoisienne d'histoire et d'archéologie, no série 2, tome 20,‎ 1907, p. 79 (lire en ligne).
10. ↑  Paul Lullin et Charles Le Fort, Régeste genevois : Répertoire chronologique et analytique des documents imprimés relatifs à l'histoire de la ville et du diocèse de Genève avant l'année 1312, Société d'histoire et d'archéologie de Genève, 1866, 542 p. (lire en ligne), p. 455.
11. ↑  (en) Charles Cawley, « Édouard de Savoie », sur fmg.ac/MedLands (Foundation for Medieval Genealogy) (consulté en mars 2020)
12. 1 2 3  site diocèse, p. Diocèse de Belley-Ars - Histoire du diocèse.